# Persone di nome Piotr
| Questa pagina contiene informazioni ricavate automaticamente dalle voci biografiche con l'ausilio del template Bio e di un bot. L'aggiornamento è periodico e automatico e ricostruisce completamente la pagina. Se manca una persona in questa lista, sei pregato di non aggiungerla, ma accertati piuttosto che la sua voce biografica contenga il template Bio e che i dati anagrafici siano correttamente compilati. Se il template Bio manca, inseriscilo tu stesso o, in alternativa, metti l'avviso {{tmp\|Bio}} che ne segnala la mancanza. Se i dati riportati sono sbagliati, correggi direttamente la voce biografica; le modifiche saranno visibili in questa lista entro pochi giorni. Per chiarimenti vedi il progetto antroponimi. La lista contiene solo le 78 persone che sono citate nell'enciclopedia e per le quali è stato implementato correttamente il template Bio. Pagina aggiornata al 16 ott 2024. |

Questa è una lista di persone presenti nell'enciclopedia che hanno il prenome Piotr, suddivise per attività principale.

## Allenatori di calcio(5)
- Piotr Giza, allenatore di calcio e ex calciatore polacco (Cracovia, n. 1980)
- Piotr Nowak, allenatore di calcio e ex calciatore polacco (Pabianice, n. 1964)
- Piotr Stokowiec, allenatore di calcio e ex calciatore polacco (Kielce, n. 1972)
- Piotr Świerczewski, allenatore di calcio e ex calciatore polacco (Nowy Sącz, n. 1972)
- Piotr Tworek, allenatore di calcio polacco (Piotrków Kujawski, n. 1975)

## Alpinisti(1)
- Piotr Morawski, alpinista polacco (n. 1976 - Dhaulagiri I, † 2009)

## Altisti(1)
- Piotr Sobotta, ex altista polacco (Gliwice, n. 1940)

## Artisti(1)
- Piotr Uklański, artista polacco (Varsavia, n. 1968)

## Astisti(1)
- Piotr Lisek, astista polacco (Duszniki-Zdrój, n. 1992)

## Attori(2)
- Piotr Adamczyk, attore, attore teatrale e sceneggiatore polacco (Varsavia, n. 1972)
- Piotr Borowski, attore polacco (Libia, n. 1977)

## Calciatori(23)
- Piotr Brożek, ex calciatore polacco (Kielce, n. 1983)
- Piotr Celeban, ex calciatore polacco (Stettino, n. 1985)
- Piotr Ćwielong, calciatore polacco (Chorzów, n. 1986)
- Piotr Czachowski, ex calciatore polacco (Varsavia, n. 1966)
- Piotr Grzelczak, calciatore polacco (Łódź, n. 1988)
- Piotr Krawczyk, calciatore polacco (Siedlce, n. 1994)
- Piotr Kuklis, ex calciatore polacco (Łódź, n. 1986)
- Piotr Leciejewski, ex calciatore polacco (Legnica, n. 1985)
- Piotr Malarczyk, calciatore polacco (Białystok, n. 1991)
- Piotr Matys, ex calciatore polacco (Białystok, n. 1978)
- Piotr Mowlik, ex calciatore polacco (Rybnik, n. 1951)
- Piotr Parzyszek, calciatore polacco (Toruń, n. 1993)
- Piotr Polczak, ex calciatore polacco (Cracovia, n. 1986)
- Piotr Pyrdoł, calciatore polacco (Łódź, n. 1999)
- Piotr Reiss, ex calciatore polacco (Poznań, n. 1972)
- Piotr Robakowski, ex calciatore polacco (Wejherowo, n. 1990)
- Piotr Skrobowski, ex calciatore polacco (Cracovia, n. 1961)
- Piotr Starzyński, calciatore polacco (Katowice, n. 2004)
- Piotr Tomasik, calciatore polacco (Cracovia, n. 1987)
- Piotr Trochowski, ex calciatore polacco (Tczew, n. 1984)
- Piotr Wlazło, calciatore polacco (Radom, n. 1989)
- Piotr Włodarczyk, ex calciatore polacco (Wałbrzych, n. 1977)
- Piotr Zieliński, calciatore polacco (Ząbkowice Śląskie, n. 1994)

## Canoisti(1)
- Piotr Markiewicz, ex canoista polacco (Sejny, n. 1973)

## Cantautori(1)
- Piotr Wiwczarek, cantautore, chitarrista e produttore discografico polacco (Olsztyn, n. 1965)

## Cestisti(5)
- Piotr Baran, ex cestista e allenatore di pallacanestro polacco (Inowrocław, n. 1962)
- Piotr Langosz, ex cestista e allenatore di pallacanestro polacco (Świętochłowice, n. 1951)
- Piotr Pamuła, cestista polacco (Stalowa Wola, n. 1990)
- Piotr Szczotka, ex cestista polacco (Jarosław, n. 1981)
- Piotr Szybilski, ex cestista polacco (Varsavia, n. 1973)

## Chimici(1)
- Piotr Szczęsny, chimico polacco (Cracovia, n. 1963 - Varsavia, † 2017)

## Ciclisti su strada(1)
- Piotr Brożyna, ciclista su strada polacco (Zakopane, n. 1995)

## Compositori(1)
- Piotr Lachert, compositore polacco (Varsavia, n. 1938 - Spoltore, † 2018)

## Condottieri(1)
- Piotr Dunin, condottiero polacco († 1484)

## Diplomatici(1)
- Piotr Serafin, diplomatico, funzionario e politico polacco (Sulęcin, n. 1974)

## Direttori della fotografia(1)
- Piotr Sobociński, direttore della fotografia polacco (Łódź, n. 1958 - Vancouver, † 2001)

## Dirigenti sportivi(1)
- Piotr Wadecki, dirigente sportivo e ex ciclista su strada polacco (Elbląg, n. 1973)

## Discoboli(1)
- Piotr Małachowski, discobolo polacco (Żuromin, n. 1983)

## Filosofi(1)
- Piotr Lenartowicz, filosofo e medico polacco (Varsavia, n. 1934 - † 2012)

## Lottatori(1)
- Piotr Ianulov, lottatore moldavo (Taraclia, n. 1986)

## Magistrati(1)
- Piotr Hofmański, giudice polacco (Poznań, n. 1956)

## Militari(1)
- Piotr Wysocki, militare polacco (Warka, n. 1797 - Warka, † 1875)

## Nobili(1)
- Piotr Pac, nobile († 1642)

## Pallavolisti(2)
- Piotr Gruszka, pallavolista polacco (Oświęcim, n. 1977)
- Piotr Nowakowski, pallavolista polacco (Żyrardów, n. 1987)

## Pianisti(1)
- Piotr Paleczny, pianista polacco (Rybnik, n. 1946)

## Pittori(1)
- Piotr Michałowski, pittore polacco (Cracovia, n. 1800 - † 1855)

## Politici(2)
- Piotr Jaroszewicz, politico polacco (Njasviž, n. 1909 - Varsavia, † 1992)
- Piotr Mazurek, politico polacco (Varsavia, n. 1993)

## Presbiteri(1)
- Piotr Semenenko, presbitero e teologo polacco (Dzięciołowo, n. 1814 - Parigi, † 1886)

## Registi(1)
- Piotr Szulkin, regista e sceneggiatore polacco (Danzica, n. 1950 - † 2018)

## Saltatori con gli sci(2)
- Piotr Fijas, saltatore con gli sci polacco (Bielsko-Biała, n. 1958)
- Piotr Żyła, saltatore con gli sci polacco (Cieszyn, n. 1987)

## Scacchisti(1)
- Piotr Murdzia, scacchista polacco (Danzica, n. 1975)

## Schermidori(2)
- Piotr Jabłkowski, ex schermidore polacco (Opole, n. 1958)
- Piotr Kiełpikowski, ex schermidore polacco (Grudziądz, n. 1962)

## Scrittori(2)
- Piotr Kochanowski, scrittore, poeta e traduttore polacco (Sycyna, n. 1566 - Cracovia, † 1620)
- Piotr Paziński, scrittore, saggista e giornalista polacco (Varsavia, n. 1973)

## Speedcuber(1)
- Piotr Padlewski, speedcuber polacco (n. 1994)

## Taekwondoka(1)
- Piotr Hatowski, taekwondoka polacco (n. 1990)

## Tenori(1)
- Piotr Beczała, tenore polacco (Czechowice-Dziedzice, n. 1966)

## Teologi(1)
- Piotr Skarga, teologo, scrittore e gesuita polacco (Grójec, n. 1536 - Cracovia, † 1612)

## Velocisti(3)
- Piotr Długosielski, ex velocista polacco (Varsavia, n. 1977)
- Piotr Haczek, ex velocista polacco (Żywiec, n. 1977)
- Piotr Rysiukiewicz, ex velocista polacco (Świebodzin, n. 1974)

## Vescovi cattolici(2)
- Piotr Gembicki, vescovo cattolico polacco (Gniezno, n. 1585 - Racibórz, † 1657)
- Piotr Myszkowski, vescovo cattolico polacco (Przeciszów, n. 1510 - Cracovia, † 1591)